# Стивън Магуайър
Стивън Магуайър (на английски: Stephen Maguire) е шотландски професионален играч на снукър. Роден е в Глазгоу, Шотландия на 13 март 1981 г.
Магуайър изненадващо става победител в Откритото първенство по снукър на Европа през 2004 г. По това време той е класиран на 41 място в световната ранглиста, но успява да победи във финала Джими Уайт с 9 на 3 фрейма. На 28 ноември 2004 г. Стивън Магуайър побеждава с 10 на 1 фрейма Дейвид Грей на финала на Британското първенство. По пътя си към финала на това състезание той отстранява и Рони О'Съливан, който е класиран на първо място в световната ранглиста по това време.
През ноември 2007 г. Стивън Магуайър печели за трети път турнир от ранкинг системата като побеждава на финала Фъргъл О'Брайън с 9 на 5 фрейма на Трофея на Северна Ирландия.
Стивън Магуайър постига два максимални брейка (147 точки) в кариерата си. Първият прави на Кралско шотландско първенство 2000 г., а втория на Открито първенство по снукър на Китай 2008 г.
На 30 юли 2009 г. Стивън печели първия турнир от веригата Про Чалъндж сериии като надиграва на финала сънародника си Алан МакМанъс с 5 – 2 фрейма
Личен живот
Стивън Магуайър има син Фин и дъщеря Вяра с дългогодишната си годеница Шарън.
Той не трябва да носи папионка в професионални снукър мачове поради медицински проблеми, които той е засвидетелствал с лекарска епикриза.
Турнирни победи
Ранкинг турнири:
- European Open 2004
- UK Championship 2004
- Northern Ireland Trophy 2007
- China Open 2008

Неранкинг турнири:
- Pro Challenge Series – Event 1 2009

Аматьорски туринири
- IBSF World Amateur Championship 2000

## Сезон 2009/10
| Турнир                    | Резутат | Спечелени пари | Ранкинг точки | Най-голям брейк | 100+ брейк | 50+ брейк | Брой спечелени срещи |
| ------------------------- | ------- | -------------- | ------------- | --------------- | ---------- | --------- | -------------------- |
| Шанхай мастърс 2009       |         | £              |               |                 |            |           |                      |
| Гран При 2009             |         | £              |               |                 |            |           |                      |
| Британско първенство 2009 |         | £              |               |                 |            |           |                      |
| Мастърс 2010              |         | £              |               |                 |            |           |                      |
| Първенство на Уелс 2010   |         | £              |               |                 |            |           |                      |
| Първенство на Китай 2010  |         | £              |               |                 |            |           |                      |
| Световно първенство 2010  |         | £              |               |                 |            |           |                      |
| Общо                      |         | £              |               |                 |            |           |                      |